# Distretto di Pucalá
Il distretto di Pucalá è uno dei venti distretti della provincia di Chiclayo, in Perù. Si trova nella regione di Lambayeque e si estende su una superficie di 175,81 chilometri quadrati.

Istituito il 29 gennaio 1998, ha per capitale la città di Pucalá; nel censimento 2005 contava 10.113 abitanti.